# Aleksandr Ponomarëv
Aleksandr Semënovič Ponomarëv (in russo Александр Семёнович Пономарёв?; Gorlovka, 23 aprile 1918 – Mosca, 7 giugno 1973) è stato un allenatore di calcio e calciatore sovietico, di ruolo attaccante.

## Palmarès

### Giocatore

#### Club
- Kubok SSSR: 1

Torpedo Mosca: 1949

#### Individuale
- Capocannoniere della Vysšaja Liga: 1

1946 (18 gol)

### Allenatore

#### Club
- Klass B: 2

Shakhtar: 1953, 1954
- Campionato sovietico: 1

Dinamo Mosca: 1963

#### Nazionale
- Bronzo olimpico: 1

Monaco di Baviera 1972